# アジアフリーメーソン
アジアフリーメーソン（中:天地会、拼: Tiāndìhuì、Tiandihui、Tian Di AssociationあるいはHeaven and Earth Society。欧米圏ではChinese Freemasons（チャイニーズフリーメーソン）、又はFreemasons）は明末清初に民間で結成された秘密結社、これは対外的には天地会と呼び、内部では洪門（HONG MEN）と呼ぶ。中国で明朝末期から清朝初期に興った秘密結社。
民の相互救済組織はやがて“反清復明”《清朝「女真族/満人」異民族支配を倒し明朝「漢民族」を復活させる》を主旨へと変わってゆく。

## 名の由来
アジアフリーメーソンは、洪門（HONG MEN）、天地会、チャイニーズフリーメーソンと同一組織である。アジア人または有色人種を基調とする国際共済会団体。会員数5500万人。アジアフリーメーソンの由来は、日本に設立した一般社団法人 洪門天地會青蓮堂日本總會 英語表記 Japan Lotus Chinese Freemasons , JLCFが命名の発端である。
新時代は、平和をさらに昇華させたものにしなければならない強い志と、残虐な見難い争い事を絶やし、意図的に引かれた国境ではなく、真のコスモポリタン、すなわち宇宙上空から見た真の地球の姿を成し、共存共栄と共享、人類が一致団結すべき、という思いから「和」を生むべく、このアジア最大組織の日本総会から発信し、世界の人びとの心を繋ぐ世界大同（ONE WORLD）のキーワードとなるよう名付けた。
アジアフリーメーソンは、洪門（HONG MEN）、天地会、チャイニーズフリーメーソンと同一組織であるため、内容が重複する。

## 天地会の別称
天地会の別称は時代や地方により異なり洪門と天地会は同一組織、三点会、三合会、添弟会、三河会、圏子会等など50種類以上の別称が確認されている。これらの別称は各地へ伝播していった際に、清朝を欺くために使われた名称である。

## 歴史

### 起源
天地会すなわち洪門の創立は、福建省の高溪廟である。これは洪門伝承秘書にも記載されており、その信頼性は符合する。この高渓廟は、1761年（乾隆二十六年）万雲龍大師哥（洪棍）により正式に創立としており、清朝康熙年代において天地会の五祖が結盟を結んだ場所とされ、そして房（五房）へ発展する。【洪門誕生の聖地】として1991年3月20日第三省級文物保護に認定されている。ネット上では、鄭成功（ていせいこう）が興したと論評するところもあるが、近年歴史家の研究などでこれに異論が多く出ている。そもそも洪門すなわち天地会に鄭成功の話は存在しない。鄭成功を掲げたのは哥老会（天地会と違う組織）である。

### 天地会の性質
～洪門の性質～
アジアフリーメーソンこと、天地会すなわち洪門は、民衆と親密な関係下にある。その性質は以下から垣間見ることができる。
●誓約の性質■洪門すなわち天地会は、もっとも初期では宗教性をもとにしていた。その名を「天地会八卦教」。ですので、宗教形式が基本要素に含まれている。例えば、「神話」「伝説」「宗教信仰」「思想信仰」「出家的な要素」さらには、「日常生活の模範」「規律」「礼節」。また説くは、「人生の未来目標」や「厳かな入会儀式」にその宗教的性質があることが分かる。
●集団の性質「互助集団」互助集団：天地会の人員はもともと社会の下層人士あるいは苦力（クーリ）である。農民が組織的に創った互助集団。初期は力はなく小さな集まりであり、そのうち地方の強権や私欲な政府官人、または極貧の生活を強いられ、その対抗するためどんどん成長し集団化していった。つまり当初は明確な「反清復明」の主旨よりも、成長に連れて変化したと言える。これが洪門源流の天地会である。
「起義（革命）集団へ」起義（きぎ）集団：天地会即ち洪門は、四川や長江上中流域にいた別の幇会「哥老会」（または袍哥会）に対し共闘の申し出をする。これを同会は受け入れ、やがて明朝（漢民族）を復興させようとする革命集団へ変換していく。この頃の主旨は明確に「反清復明」であり、北方から侵略してきた満人を倒しふたたび漢人の国を復興させるが目的。

### 天地会の基本的職位
正統系統の天地会すなわち洪門、正確な名称は、「洪門天地会」長房の組織内部の職位について、天地会の組織には棍（こん）、扇（おうぎ）、鞋（くつ）この三つの職位である。これを三花（サンカ）三つの花と例えられている。
●洪棍（426十二底）「洪棍」（ほんこん）は元帥（げんすい）である。または爐主、総理、洪門最高階級の統帥にあたる。頭上の龍眼双花が印である。 白扇に対し指示する。全組織の総体的な主導権・指示権を持ち、目標指針の決定や議会の開催、監査あるいは視察等の権力がある。中華民国の国父である孫文はこの職位にあたる。
この職位により漢民族の起義（革命）、清国からの解放活動やその資金の調達が可能となり後々の辛亥革命に繋がった。 のちの中華民国国父 孫文は1904年に鐘木賢の紹介を受け、アメリカホノルルの洪門客家団体の國安會に入会し、「洪棍」の職位を授かる。そして洪門源流の天地会系統からの絶大な協力や扶助を受ける。
●白扇（415十底）
「白扇」（ぱいさん）は文職軍師である。宰相、書房職も関連する。頭上の牡丹花が印である。 白扇は能力者である事が必要。何故なら白扇は財政的な管理や、兄弟らの管理、知的で聡明であり、洪門五房配下の山頭に貢献できる人物。管轄下には「草鞋/432」が控える。
一般的に白扇は一般会員の関知はしない。会員らに問題等が発生した際には会員らが「草鞋/432」に報告を上げ、草鞋が対応しきれない場合は白扇に指示を仰ぎ、その処理方法を受け対処する。
白扇は有言実行であり書房職により規律規則の一切を伝承する重要な立場にある。 白扇に対する認識は、一つの組織。例えば一つの山頭や山主の階級がこれにあたる。
それぞれの山頭や山主は与えられた地区や区分を統括し、決められた総体的な目標達成に向け運営権限を持つ。 ただし、この職位は「洪棍」にはなれない。
●草鞋（432九底）
「草鞋」（そうしぇ）は文武職である。将軍職も関連しており管轄は旗下の会員らである。ならびに組織任務に従事する。 草鞋は、見識があるほかに会員からも尊重される人物。人望が厚く尚且つ胆力が必要であり決して自分勝手や私利私欲、強権強欲であってはいけない自己に対し戒めができる人物。
配下に部下が付き日常の小事は自己判断で処理し、大事の場合は上層幹部の「白扇」に報告し指示をうかがう。 なお、この職位は「洪棍」になれる。
●四九（49四九底）
「四九」（しく）と呼ぶ。これは一般会員を指し草鞋の指示を受け、行政関連やその他の業務に従事する。
●香主（489二十一底）
香主（こうしゅう）と呼ぶ。洪門の儀式の一切を取り仕切る職位である。白扇は香主（489）までしか昇級はできない。つまり、洪棍（426）にはなれない。香主は洪棍が適任者を選任でき、洪門伝統規定として香主の職は一人にのみに伝承されていく。
489は21底、洪字を代表する。 崇高な修行者であり、洪門の発展に務めるが職責である。ただし、山頭・堂には越権して干渉してはならない。 草鞋は、将軍・武將の職位であるため洪棍に職位昇級ができる。
なお、洪門/天地会の昇級職位制度においては、以上三花（さんか）の職位・四九・香主は兄弟らの推薦（公推公舉/満場一致の可決）により、申請後洪門の各五大房（五祖堂⋯青蓮堂、洪順堂、家后堂、參太堂、宏化堂）により承認を受けたのちその職に就く。 なお、これらの重要職位においてその継承はその職位に就くときに初めて教授される。つまり、その職位に就いた者だけがさらなる具体的な内容や活動を知り、ほかの職位の者は知ることは出来ない。

## 現在のアジアフリーメーソン（日本）
有色人種を基調にし、肌色国籍言語宗派などの隔たりをなくし、世界展開するアジアフリーメーソンすなわち天地会と洪門（ほんめん）は、呼称が違うもののすべて同一組織である。日本において他に洪門を掲げた組織があるが、洪門天地會青蓮堂日本總會が、洪門五房（五祖）の伝統を受け継いでおり、その長房の役割を果たしている。
近年の日本で複数の洪門と称する新洪門グループが現れており、実際の洪門と関与しておらず、また類似名称で活動する人物もいるが、洪門から直接無関係である旨が発表されている。（公式サイト参照：）

## 関係関連書物
（順不同）
- 松本州弘著『侠ー墨子』イプシロン出版企画、2008年、ISBN 9784903145365
- 秦寶琦著《洪門真史》、《中国地下社会》、《中国秘密社会新論》、《清前期天地会研究》、《天地会的源流》
- 夏之炎著、布施直子訳『秘密結社 洪門(ホンメン)』文藝春秋、1994年、ISBN 4163152008
- 李子峰著『海底 -洪門秘籍』江西教育出版社、2010年、ISBN 9787539255323
- 赫治清著『天地会起源研究』社会科学文献出版社、1996年
- 浅井紀著『明清時代民間宗教結社の研究』研文出版、1990年、ISBN 4876360944
- 宮崎滔天著『三十三年の夢』岩波書店、1993年、ISBN 978-4003312216
- 平山周著『支那革命党及秘密結社』長陵書林復刻、1980年
- 深町秀夫編訳 『孫文革命文集』岩波書店、2011年、ISBN 978-4003323038
- 岡倉天心著『東洋の理想』講談社、1986年、ISBN 406158720X
- 小坂文乃著『革命をプロデュースした日本人』講談社、2009年、ISBN 978-4062158831
- 読売新聞西部本社『盟約ニテ成セル梅屋庄吉と孫文』海鳥社、2002年、ISBN 4874154050
- 小坂文乃著『ナガサキ人 梅屋庄吉の生涯―長崎・上海で、孫文と庄吉の足跡を探す』長崎文献社、2012年、ISBN 978-4888511872
- 武田泰淳著『秋風秋雨人を愁殺す: 秋瑾女士伝』筑摩書房、2014年、ISBN 4480096388
- 渡辺京二著『評伝宮崎滔天』書肆心水、2006年、ISBN 4902854147
- 頭山満 直言集『頭山満思想集成』書肆心水、2011年、ISBN 4902854945
- 頭山満、的野半介、杉山茂丸著『玄洋社怪人伝-頭山満とその一派』書肆心水、2013年、ISBN 4906917178
- 頭山満 杉山茂丸 内田良平著『アジア主義者たちの声〈上〉玄洋社と黒龍会、あるいは行動的アジア主義の原点 』書肆心水、2008年、ISBN 4902854414
- 島田虔次著『朱子学と陽明学』岩波新書、1967年、ISBN 4004120284
- 小島毅著『朱子学と陽明学』筑摩書房、2013年、ISBN 4480095691
- 吉田公平著『王陽明「伝習録」を読む』講談社、2013年、ISBN 4062921723
- 安岡正篤著『人生と陽明学』PHP研究所、2002年、ISBN 4569577199
- 保阪正康著『仁あり義あり、心は天下にあり―孫文の辛亥革命を助けた日本人』朝日ソノラマ、1992年、ISBN 4257033207
- 櫻井良樹、濱下武志著、王柯編『辛亥革命と日本』藤原書店、2011年、ISBN 4894348306
- 功夫-少林大洪拳（DVD1枚）（中国語盤）ASIN B00DMS33R4
- 中華武術展現工程製作 林欣：広東伝統洪拳　DVD全6巻8本 ASIN B00OWZILG4
- 釋徳揚『少林小洪拳』(中国語:音声・字幕)、大連音像出版社、2014年、ISBN 7883750798
- 賀華章著 図解周易大全[居家必蔵版](中国語) 、陝西師範大学出版社、2007年、ISBN 7561339194
- 出口王仁三郎著『古事記言霊解』みいづ舎、2005年、ISBN 4900441716
- 矢吹晋、藤野彰著『客家と中国革命―「多元的国家」への視座』東方書店、2010年、ISBN 4497210154
- 林浩著『アジアの世紀の鍵を握る客家の原像―その源流・文化・人物』 中央公論社、1996年、ISBN 978-4121013033
- 前田豊著『徐福と日本神話の神々』彩流社、2016年、ISBN 978-4779121937
- 横手裕著『中国道教の展開』山川出版社、2008年、ISBN 978-4634349346
- 安部英樹（台湾洪門の日本人幹部）著『洪門人による洪門正史―歴史・精神・儀式と組織』雅舎 (2007/10)